# Karl Müller (Missionswissenschaftler)
Karl Müller SVD (* 25. Januar 1918 in Blankenberg, Kreis Heilsberg, Ostpreußen (Bistum Ermland); † 28. Februar 2001 in Sankt Augustin) war ein Mitglied der Steyler Missionare (Gesellschaft des Göttlichen Wortes), Theologe, Autor und Fachmann auf dem Gebiet der akademischen Missionswissenschaft.

## Leben
Karl Müller besuchte ab 1930 das interne Steyler Gymnasium im Missionshaus St. Adalbert in Mehlsack, Ostpreußen, und ab 1936 das Missionsgymnasium im Missionshaus Heilig Kreuz in Neiße, Schlesien. 1937 trat er in das Noviziat der Steyler Missionare im Missionshaus St. Johann bei Blönried ein. Ab 1938 studierte er im Missionspriesterseminar St. Augustin bei Bonn Philosophie und Theologie. Von Oktober 1940 bis Juni 1945 war Müller beim Wehrdienst. Nach kurzer Gefangenschaft konnte er sein Studium fortsetzen und erhielt am 18. September 1948 in Sankt Augustin die Priesterweihe. 1952 promovierte er zum Doktor der Missiologie an der Päpstlichen Universität Gregoriana in Rom.
1952 erhielt er die Professur für Missionswissenschaft am Missionspriesterseminar St. Augustin.
Von 1960 bis 1962 war er als Rektor des St. Piuskollegs der Steyler Missionare in München verantwortlich für das neueingerichtete Pastoraljahr der angehenden Missionare. 1962 erwarb Müller das Doktorat der Theologie an der katholisch-theologischen Fakultät der Westfälischen Wilhelms-Universität in Münster. Von 1962 bis 1984 übte er verschiedene Ämter (1962–1967 Studiensekretär und anschließend Generalassistent) in der Generalleitung seines Missionsordens in Rom aus. Von 1984 bis zu seinem Tod wirkte er wieder in St. Augustin am Steyler Missionswissenschaftlichen Institut, am Anthropos-Institut, an der Philosophisch-Theologischen Hochschule SVD St. Augustin und als Kaplan in der Pfarrei Maria-Königin. In dieser Zeit fand Pater Karl Müller die notwendige Zeit und Kraft, zahlreiche missionswissenschaftliche Werke und Artikel herauszugeben.

## Schriften

### Als Verfasser
- Geschichte der katholischen Kirche in Togo (= Veröffentlichungen des Missionspriesterseminars St. Augustin, Nr. 21). Steyler Verlagsbuchhandlung, Kaldenkirchen 1958.
  - Histoire de l’Église catholique au Togo. Editions libraire Bon Pasteur, Lomé 1968.
- Die Weltmission der Kirche, Pattloch: Aschaffenburg 1960.
- Die Kirche und die nichtchristlichen Religionen. Kommentar zur Konzilserklärung über das Verhältnis der Kirche zu den nichtchristlichen Religionen. Paul Pattloch Verl.: Aschaffenburg 1968
- Friederich Schwager (1876–1929). Pionier katholischer Missionswissenschaft. Studia Instituti Missiologici Societatis Verbi Divini 34, Steyler Verlag, Nettetal 1984, ISBN 3-87787-180-1
- Missionstheologie. Eine Einführung, D. Reimer Verl.: Berlin 1985, ISBN 978-3-496-00822-4
  - Mission Theology. An Introduction With Contributions by Hans-Werner Gensichen and Horst Rzepkowski. Studia Instituti Missiologici Societatis Verbi Divini 39, Steyler Verlag, Nettetal, Nettetal 1987, ISBN 3-8050-0191-6.
  - Teología de la misión, Col. Misión sin fronteras, Editorial Verbo Divino, Estella (Navarra) 1988, ISBN 847151592X – ISBN 9788471515926
  - Teologia della missione : un’introduzione. Con contributi di Hans-Werner Gensichen e Horst Rzepkowski. Editrice Missionaria Italiana, Bologna 1991. ISBN 8830703575 - ISBN 9788830703575
  - Teologia da missão : introdução. Colaboradores: Hans-Werner Gensichen e Horst Rzepkowski, Trad. de Henrique Perbeche, Vozes: Petrópolis 1995, ISBN 85-326-1357-8.
- Josef Schmidlin (1876–1944). Papsthistoriker und Begründer der katholischen Missionswissenschaft. Studia Instituti Missiologici Societatis Verbi Divini 47, Steyler Verlag, Nettetal 1989, ISBN 3-8050-0246-7
- Kontemplation und Mission. Steyler Anbetungsschwestern 1896–1996. Studia Instituti Missiologici SVD 64, Steyler Verl., Nettetal 1996, ISBN 3-8050-0374-9
  - Contemplation and Mission. Sister-Servants of the Holy Spirit of Perpetual Adoration 1896–1996. Translated by Frank Mansfield SVD. Studia Instituti Missiologici SVD 69, Steyler Verl., Nettetal 1998, ISBN 3-8050-0419-2

### Als Herausgeber
- Missionsstudien. Studia Instituti Missiologici Societatis Verbi Divini 1, Steyler Verlagsbuchhandlung, Kaldenkirchen (Rheinland) 1962, ISBN 3-87787-923-3.
- (mit Theo Sundermeier): Lexikon missionstheologischer Grundbegriffe. Dietrich Reimer Verlag, Berlin 1987, ISBN 978-3-496-00911-5
- (mit Werner Prawdzik): Ist Christus der einzige Weg zum Heil? Veröffentlichungen des Missionspriesterseminars 40. Steyler-Verlag, Nettetal 1991, ISBN 3-8050-0270-X
- (mit Werner Ustorf): Einleitung in die Missionsgeschichte. Tradition, Situation und Dynamik des Christentums. Kohlhammer Theologische Wissenschaft Bd. 18. W. Kohlhammer, Stuttgart 1995, ISBN 3-17-011080-2.
- (mit Theo Sundermeier, Stephen Bevans): Dictionary of mission: theology, history, perspectives. American Society of Missiology series, no. 24. Orbis Books: Maryknoll, New York 1997. ISBN 978-1-57075-148-6
- Horst Bürkle (dir.): La misión de la Iglesia. Associazione di Manuali di Teologia Cattolica: AMATECA; vol. 13, EDICEP, Valencia (España) 2002, ISBN 84-7050-695-1.

### Bibliographie
- Angelika Striegel: Karl Müller – Verzeichnis der missionswissenschaftlichen Veröffentlichungen 1953–1993. In: Kurt Piskaty, Horst Rzepkowski (Hrsg.): Verbi Praecones. Festschrift für P. Karl Müller SVD zum 75. Geburtstag (= Studia Instituti Missiologici Societatis Verbi Divini, Bd. 56). Steyler Verlag, Nettetal 1993, S. 385–393.